# جورج سويتزر
جورج سويتزر (بالإنجليزية: George Switzer)‏ هو لاعب كرة قدم بريطاني في مركز الدفاع، ولد في 13 أكتوبر 1973 في سالفورد في المملكة المتحدة. لعب مع سالفورد سيتي ومانشستر يونايتد ونادي دارلنجتون ونادي هايد إف سي.